# ムスチスラヴリ公
ムスチスラヴリ公はスモレンスク公国の分領公国（後に再併合、さらにその後にはリトアニア大公国に従属）だったムスチスラヴリ公国の君主の称号である（「公」はクニャージからの訳出による）。公・公国の名は、その中心都市だったムスチスラヴリ（現ムスツィスラウ）による。

## ムスチスラヴリ公の一覧
ルーシ期
- ムスチスラフ・ロマノヴィチ（在位：1180年 - ?）

- ミハイル・ロスチスラヴィチ：（在位：1260年 - 1278年）
- アレクサンドル・グレボヴィチ：（在位：1278年 - 1281年）
- ロマン・グレボヴィチ：（在位：1281年 - 1301年以降）

リトアニア期（※ラテン文字はリトアニア語表記）
- カリガイラ（在位：? - 1392年）
- レングヴェニス（在位：1392年 - 1431年）
- Jurijus Lengvenaitis (1431年 - 1438年、1440年 - 1442年、1445年 - ?)
- Jonas
- Mykolas Zaslavskis (1499-1536)
- Julijona Lengvenaitė (1536-1569)